# Claudine Eizykman
Claudine Eizykman (París, 1945-París, 22 de junio de 2018) fue una cineasta, teórica del cine y profesora universitaria francesa, cofundadora de Paris Films Coop y Cinédoc.

## Biografía
Profesora de cine de la Universidad de París VIII, en su libro La Jouissance-cinéma, publicado en el año 1975, tomó como punto de partida el pensamiento del filósofo Jean-François Lyotard para desarrollar una teoría acerca de cómo el cine experimental, con su enorme potencial cinético, abre las puertas a un nuevo modo de percepción, al que denomina «cine-goce»: un cine que intensifica los afectos, produciendo placer, inquietud o, incluso, náuseas.
Eizykman puso su teoría en práctica a través de películas como Vitesse Women (1972-1974): el montaje rápido y alternado, las superposiciones y el uso expresivo del grano de la imagen pretenden romper los esquemas del cine narrativo industrial y abordar nuevas formas de relacionarse con las imágenes a un nivel puramente perceptivo. Su trabajo como cineasta se expresa en más de diez películas que se han considerado entre las «más originales y estéticamente exitosas» del cine experimental francés de los años 1970 y 1980. Además de Vitesse Women, se señalan en su carrera Bruine Squamma,  Moires Mémoires, Lapse y Operneïa, entre otras. También incursiono en el vídeo, con Guy Fihman. En los años 1990 fue programadora de la Cinemateca Francesa y del Forum des images en París.
Fue profesora de cine en la Universidad París VIII y permaneció como profesora emérita hasta su fallecimiento. En este tiempo dirigió once tesis doctorales, entre ellas la de la cineasta rusa Eugénie Zvonkine. Fue autora de varios trabajos sobre la narrativa del cine, como La Jouissance Cinéma (1976), Le cinéma mis en relief (1990) y Le film-après-coup.
Como cineasta fue galardonada con el Premio del Jurado en el Festival Internacional de Cine Experimental de Knokke-le-Zoute en la edición de 1974-1975.